# 成瀬無極
成瀬 無極（なるせ むきょく、1885年4月26日 - 1958年1月4日）は、日本のドイツ文学者、翻訳家。京都帝国大学名誉教授。本名は清。

## 略歴
東京根岸生まれ。東京帝国大学独文科卒。1908年京都帝国大学講師、1919年助教授、1930年教授、1931年日本ゲーテ協会を創立。1945年4月定年退官、名誉教授。
ドイツ文学の研究、翻訳のほか、劇作、評論、随筆などで活躍した。18世紀後半にドイツで見られた革新的な文学運動「シュトルム・ウント・ドラング」を「疾風怒濤」と訳した人物とも言われる。
息子はドイツ史学者の成瀬治。

## 著書
- 『極光』（春陽堂、現代文芸叢書） 1914
- 『文学に現れたる笑之研究』（東京宝文館） 1917
- 『東山の麓より』（大鐙閣） 1918
- 『四十歳』（内外出版） 1920
- 『東山夜話』（内外出版） 1921
- 『近代独逸文芸思潮』（警醒社書店） 1921
- 『最近独逸文学思潮』（表現社） 1924
- 『夢作る人』（内外出版） 1924
- 『偶然問答』（大鐙閣） 1925
- 『疾風怒涛時代と現代独逸文学』（改造社） 1929
- 『人生戯場』（政経書院） 1934
- 『人間凝視 評論集』（政経書院） 1934
- 『文芸百話』（第一書房） 1934
- 『無極随筆』（白水社） 1934
- 『人生案内』（甲文堂） 1936
- 『南船北馬』（白水社） 1938
- 『木の実を拾ふ』（白水社） 1940
- 『面影草』（北隆館） 1947
- 『懺悔としての文学』（八代書店） 1947
- 『文芸に現はれた人間の姿』（堀書店） 1947
- 『疾風怒濤時代と近代独逸浪漫思潮』（慶友社） 1949
- 『郁文堂小独和辞典』（佐藤通次共編、郁文堂出版） 1956
- 『無極集』（法律文化社） 1959

## 翻訳
- 『近代浪漫主義』（オスカー・エーワルド、二松堂、近代文化講座） 1922
- 『ブッデンブロオク一家』第1（トオマス・マン、新潮社、世界文学全集） 1932
- 『寂しき人々 / 織匠』（ハウプトマン、新潮社、新潮文庫） 1937
- 『ブッデンブロオク一家』第1 - 4（トオマス・マン、岩波文庫） 1937
- 『殺した者ではなく殺された者に罪がある』（フランツ・ウェルフェル、世界文学社） 1946
- 『独語録』（シュライエルマッヒェル、北隆館） 1949